# Grégoire Maret
Grégoire Maret est né en 1975 à Genève en Suisse. Il commence l'harmonica à l'âge de 17 ans.
Après le Bac, Grégoire entre au Conservatoire supérieur de Genève, puis il poursuit ses études de musique aux États-Unis à la New School de New York.
En 2011, il tourne en Europe avec son propre quartet avec 
Federico Gonzalez Pena à la contrebasse et Clarens Penn à la batterie.

## Grégoire a enregistré avec
- Steve Coleman
- Herbie Hancock
- Pat Metheny
- Bill Frisell
- Max Roach
- Duke Ellington Orchestra
- Dapp Theory
- Andy Milne
- Ray Brown
- Marcus Miller
- Harold López-Nussa
- Leo Tardin
- George Benson
- Cassandra Wilson
- Lionel Loueke
- Meshell Ndegeocello
- Omar Hakim (Listen up! en 2006)
- Richard Galliano
- Leon Parker
- Sophie Milman

## Discographie
- Scenarios ObliqSound 2007
- Virgin Forest [avec Lionel Loueke] ObliqSound 2007
- Who Let The Cats Out [avec Mike Stern] Universal 2006
- Thunder Bird avec Cassandra Wilson
- Silver Rain avec Marcus Miller
- The Ten Shades Of Blues avec Richard Bona
- Timba a la Americana avec Harold López-Nussa (Blue Note 2023).